# کرون اتریش-مجارستان
کرون اتریش-مجارستان (به آلمانی: Österreich-Ungarns Krone) یکای پول رایج در کشور اتریش-مجارستان بود که در سال ۱۸۹۲ جایگزین گولدن اتریش-مجارستان شده بود. کرون اتریش-مجارستان در سال ۱۹۱۸ و پس از جنگ جهانی اول و در پی فروپاشی پادشاهی اتریش-مجارستان جای خود را به واحد پولی کرون در مجارستان داد.